# Тијана Мандура
Тијана Мандура (девојачко Благојевић, Никшић, 20. јул 1997) је српски шаховски велемајстор и шаховски тренер.

## Каријера
Тијана Мандура је постала међународни мајстор шаха 2015. а велемајстор 2022. године.
Научила је да игра шах од своје пете године. Потиче из породице у којој су јој оба родитеља шахисти. Отац Драгиша Благојевић је шаховски велемајстор и шестоструки државни првак Црне Горе, а мајка Лидија Благојевић је ФИДЕ мајстор шаха.
Са девет година се придружила шаховском клубу Телеком, који је освојио Европско екипно првенство у шаху и где је њен таленат препознала Душанка Јовићевић.
2015. године освојила је бронзану медаљу у Поречу на Европском првенствм у шаху за јуниоре до 18 година. Потом је бронзану медаљу освојила у Грчкој на Светском првенству за јуниоре до 18 година.
2016. године постаје члан Шаховског савеза Србије и почиње да студира информационе системе и технологије на Факултету организационих наука Универзитета у Београду.
У фебруару 2022. године проглашена је на сајту chess.com за тренера месеца.
Тијана води сајт за обуку шаха chess-boost.com, где и сама ради као шаховски тренер.
Од фебруара 2022. Тијана тренира код шаховског тренера Зорана Арсовића.
На Европском екипном првенству у Будви (2023) Мандура је представљала репрезентацију Србије која је у коначном пласману заузела осмо место.